# Imo Hori Penta
Imo Hori Penta (いもほりペン太?) es un videojuego para arcade de tipo medal game publicado por Konami en 1997, después de Tsurikko Penta (1991) y Balloon Penta (1996).

## Personajes
- Penta
- Topo
- Cuervo